# Milan Corryn
Milan Corryn (Aalst, 1999. április 4. –) belga korosztályos válogatott labdarúgó, a holland Almere City középpályása.

## Pályafutása

### Klubcsapatokban
Corryn a belgiumi Aalst városában született. Az ifjúsági pályafutását az Anderlecht akadémiájánál kezdte.
2018-ban mutatkozott be a szlovák első osztályban szereplő Trenčín felnőtt keretében. 2021. július 1-jén kétéves szerződést kötött a lengyel első osztályban érdekelt Warta Poznań együttesével. Először a 2021. július 25-ei, Śląsk Wrocław ellen 2–2-es döntetlennel zárult mérkőzésen lépett pályára. Első góljait 2021. augusztus 6-án, a Górnik Łęczna ellen idegenben 4–0-ra megnyert találkozón szerezte meg. 2023. január 16-án a holland Almere City-hez írt alá.

### A válogatottban
Corryn az U17-es és az U19-es korosztályú válogatottakban is képviselte Belgiumot.

## Statisztikák
2023. március 3. szerint
| Klub         | Szezon   | Osztály        | Bajnokság | Bajnokság | Kupa  | Kupa | Nemzetközi | Nemzetközi | Összesen | Összesen |
| Klub         | Szezon   | Osztály        | Meccs     | Gól       | Meccs | Gól  | Meccs      | Gól        | Meccs    | Gól      |
| ------------ | -------- | -------------- | --------- | --------- | ----- | ---- | ---------- | ---------- | -------- | -------- |
| Trenčín      | 2018–19  | Fortuna Liga   | 24        | 2         | 0     | 0    | —          | —          | 24       | 2        |
| Trenčín      | 2019–20  | Fortuna Liga   | 15        | 1         | 2     | 1    | —          | —          | 17       | 2        |
| Trenčín      | 2020–21  | Fortuna Liga   | 27        | 4         | 2     | 1    | —          | —          | 29       | 5        |
| Trenčín      | Összesen | Összesen       | 66        | 7         | 4     | 2    | 0          | 0          | 70       | 9        |
| Warta Poznań | 2021–22  | Ekstraklasa    | 21        | 2         | 1     | 0    | —          | —          | 22       | 2        |
| Warta Poznań | 2022–23  | Ekstraklasa    | 8         | 1         | 2     | 0    | —          | —          | 10       | 1        |
| Warta Poznań | Összesen | Összesen       | 29        | 3         | 3     | 0    | 0          | 0          | 32       | 3        |
| Almere City  | 2022–23  | Eerste Divisie | 4         | 0         | 0     | 0    | —          | —          | 4        | 0        |
| Összesen     | Összesen | Összesen       | 99        | 10        | 7     | 2    | 0          | 0          | 106      | 12       |